# Grammitis randallii
Grammitis randallii là một loài dương xỉ trong họ Polypodiaceae. Loài này được Maxon Proctor mô tả khoa học đầu tiên năm 1965.